# Funk-Kolleg zum Verständnis der modernen Gesellschaft

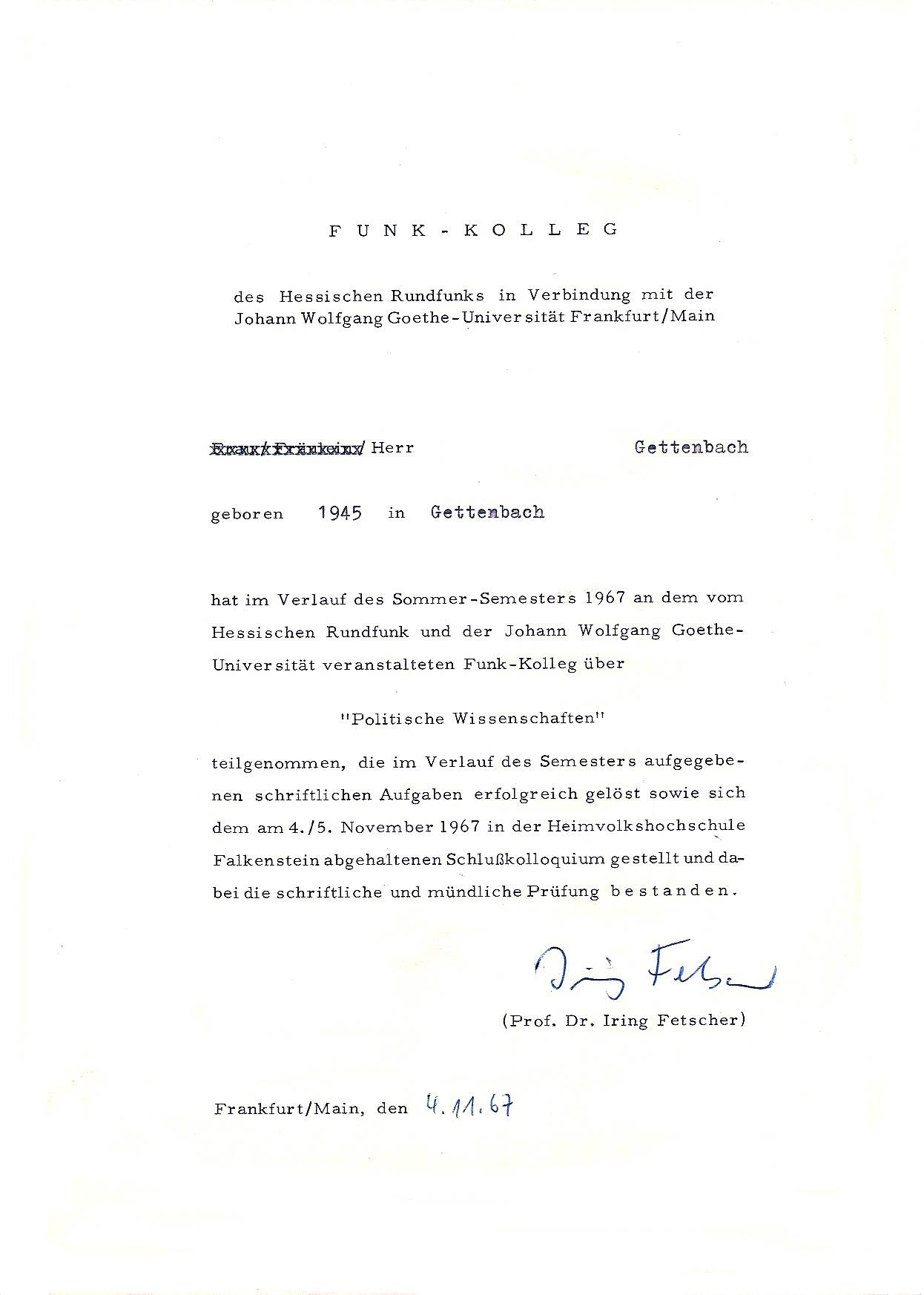
Zeugnis über die Teilnahme am Funk-Kolleg Politische Wissenschaften

Das Funk-Kolleg zum Verständnis der modernen Gesellschaft war das erste Funkkolleg, das der Hessische Rundfunk in Zusammenarbeit mit der Universität Frankfurt am Main ab 5. Mai 1966 bis 27. März 1969 in seinem zweiten, später im dritten Hörfunk-Programm in seinem Sendebereich ausstrahlte. Der Spiegel sprach damals von einem „Heim-Studium auf Universitätsniveau“. Den Vorlesungen donnerstags (von 17:15 bis 18 Uhr im 3. Hörfunkprogramm) folgte freitags ein Kolloquium zur gleichen Zeit (Wiederholung jeweils samstags und sonntags um 16:15 Uhr bis 17 Uhr). Das Kolleg gliederte sich in sechs Semester, jedes Semester bestand wiederum aus 20 Vorlesungen und 20 Kolloquien. Dem ersten Funk-Kolleg folgten zahlreiche weitere Funkkollegs zum Teil in Zusammenarbeit mit anderen Rundfunkanstalten und Hochschullehrern anderer Universitäten.

## Adressaten des ersten Funk-Kollegs
Der Hessische Rundfunk unterschied zwei Teilnehmer-Gruppen: zum einen jene Hörer, die in unverbindlicher Weise ihr Wissen auffrischen wollten (nach der damaligen Terminologie des Wissenschaftsrates: Kontaktstudenten), zum anderen solche, die ein Zertifikat erwerben wollten. Diese sollten wie Leistungsbescheinigungen der Universität („Seminarscheine“) sowohl vom Hessischen Kultusminister und auch von den hessischen Universitäten anerkannt werden. „Vor allem für Werktätige ohne Abitur, für Lehrer und für Studenten eröffnen sich damit neue Perspektiven: Wer zwei Zertifikate vorweist, hatte gute Chancen, zur sogenannten Begabtenprüfung des Kultusministeriums zugelassen zu werden“, und konnte, wenn er sie bestand, ohne Abitur studieren, so Der Spiegel damals. Im Einzelnen waren es vier verschiedene Unter-Gruppen:

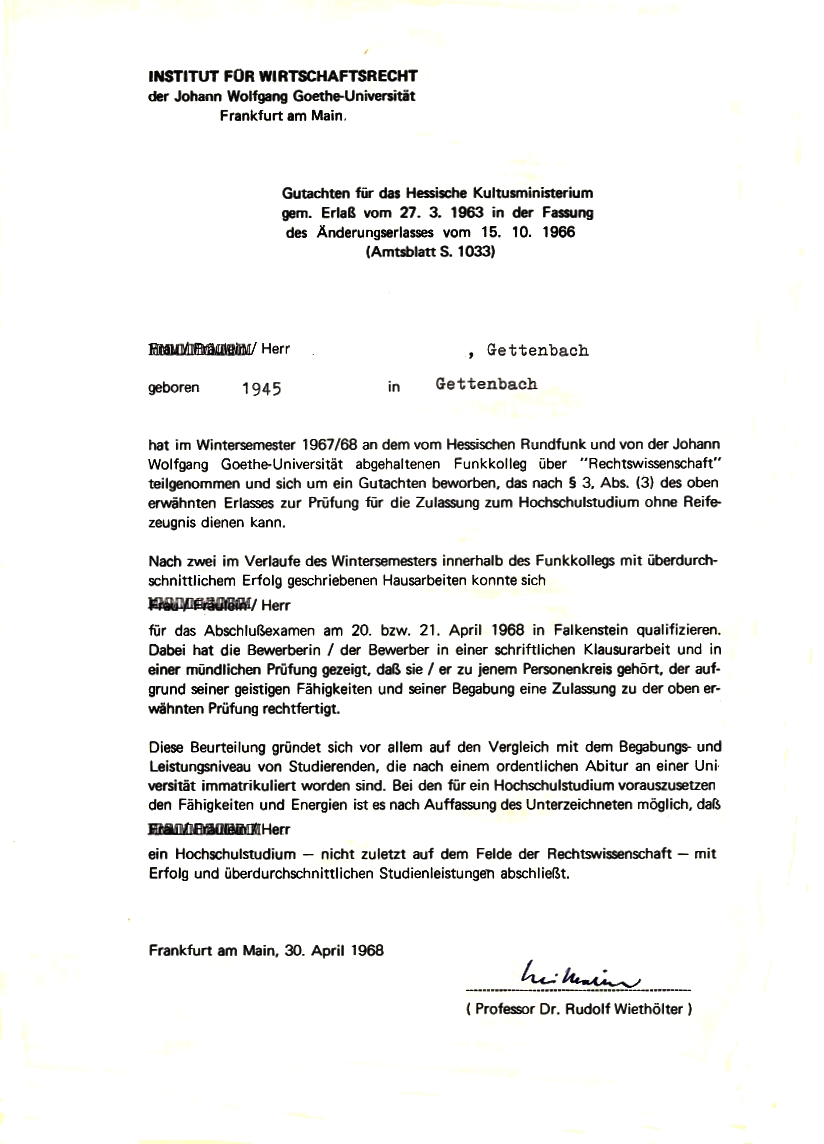
Wissenschaftliches Gutachten für die Zulassung zur Begabtenprüfung

- Gruppe A: Abituranwärter, d. h. Hörer, die sich im Beruf bewährt hatten, die Mittlere Reife oder einen Fachschulabschluss erworben hatten und durch eine Begabtenprüfung ohne Abitur zum Studium zugelassen werden wollten. Für die Zulassung zur Begabtenprüfung waren u. a. zwei „wissenschaftliche Gutachten“ erforderlich, die beide über das Funk-Kolleg innerhalb von zwei Semestern erworben werden konnten.[2]

- Gruppe B: Immatrikulierte Studenten aller Fakultäten der hessischen Hochschulen und Universitäten, die im Sinne eines studium generale ihr Studium auf Disziplinen ausdehnen wollten, die außerhalb ihrer Prüfungsgebiete lagen. Bei erfolgreicher Teilnahme und nach bestandener Semesterabschlussprüfung erhielten sie einen Proseminarschein, der zur Teilnahme an einem Hauptseminar berechtigte.

- Gruppe C: Lehrer aller Schularten

Zur Kategorie C1 wurden Studienräte gerechnet, die eine Fakultas für die Fächer Sozial- und/oder Gemeinschaftskunde erwerben wollten. Das Funkkolleg berücksichtigte die damalige Prüfungsordnung hierzu und ermöglichte die Zuerkennung einer solchen Zusatzfakultas nach vier bzw. fünf Semestern.
Zur Kategorie C2 wurden Volksschullehrer gezählt, die an Mittel- oder Realschulen unterrichten wollten. Unbeschadet einer beim Ministerium abzulegenden didaktischen Prüfung konnte der wissenschaftliche Teil der Prüfung beim Funk-Kolleg abgelegt werden.

## Beteiligung
| Teilnehmer-Gruppe         | Volkswirtschaftslehre | Politikwissenschaft/ Vwl-Wiederholung | Rechtswissenschaft | Neuere Geschichte | Soziologie |
| Teilnehmer gesamt         | 630                   | 700                                   | 550                | 620               | 750        |
| Gruppe A – Abituranwärter | 410                   | 430                                   | 300                | 360               | –          |
| Gruppe B – Studenten      | 100                   | 100                                   | 100                | 90                | –          |
| Gruppe C – Lehrpersonal   | 120                   | 170                                   | 150                | 160               | –          |

## Aufbau der Vorlesungsreihe
Der erste Zyklus (Modell I) des Funk-Kollegs umfasste fünf Disziplinen, die sich – zusammen mit der einsemestrigen Einführungsreihe, die die einzelnen Sachgebiete vorstellte – auf sechs Semester erstreckten. Das Vorsemester mit den Einführungsvorlesungen wurde im Sommer 1966 gesendet. Es folgten die fünf Disziplinen, die unter dem Aspekt „Funk-Kolleg zum Verständnis der modernen Gesellschaft“ zusammengestellt wurden: im Wintersemester 1966/67 Volkswirtschaftslehre (Verfasser: Karl Häuser), im Sommersemester 1967 Politische Wissenschaft (Iring Fetscher), im Wintersemester 1967/68 Rechtswissenschaft (Rudolf Wiethölter), im Sommersemester 1968 Neuere Geschichte (Paul Kluke) und im Wintersemester 1968/69 Soziologie (Walter Rüegg).

### Einführungsvorlesungen – Sommersemester 1966
Die Vorlesungen während des Sommersemesters 1966 stellten nach einer Einführung über den Sinn und die Ziele des Funk-Kollegs (Hans Scheuerl) einen Überblick in die in den nachfolgenden fünf Semestern dargebotenen Disziplinen dar. Diese Vorlesungen dienten der Vorinformation, der methodischen Erprobung und der Sammlung der Teilnehmer. Deswegen waren die Vorlesungen weder mit Übungen verbunden noch gab es eine Leistungsbescheinigung.
Das Funk-Kolleg war in den fünf Semestern, die auf die Einführungsvorlesungen folgten, so angelegt, dass die einzelnen Prüfungsgebiete behandelt werden und von den Professoren des Funk-Kollegs jeweils nach einem halben Jahr für eine Disziplin der Prüfungsordnung testiert werden konnten. Diese Testate wurden von den Prüfungskommissionen anerkannt.

### Volkswirtschaftslehre – Wintersemester 1966/67
Am 6. Oktober 1966 begannen die volkswirtschaftlichen Vorlesungen (Karl Häuser), die mit einem ebenfalls 45 Minuten dauernden Seminar (Kolloquium) verbunden waren. Je nachdem, welche Leistungsprüfung der einzelne Teilnehmer anstrebte, waren die schriftlichen Arbeiten formuliert, die den gültigen Prüfungsbestimmungen entsprachen und etwa im Dezember aufgegeben wurden. In der Regel wurde eine Ausarbeitung verlangt, deren Umfang etwa zehn Seiten betragen sollte und dem Referat eines Proseminars entsprach.
Im volkswirtschaftlichen Semester (einschließlich der Wiederholung) erhielten 155 Teilnehmer der Gruppe A (Abituranwärter) ein Gutachten, davon waren 53 Sondergutachten (nach der Prüfungsordnung: „wissenschaftliche Gutachten“), die beim Hessischen Kultusministerium für die Begabtenprüfung  eingereicht werden konnten; 30 Proseminarscheine waren ausgestellt worden und 51 Lehrer erhielten ein Zeugnis. Ergebnis: Für Volkswirtschaftslehre wurden ca. 240 Zeugnisse ausgegeben.

### Politikwissenschaft – Sommersemester 1967
Die Vorlesungen des Sommersemesters „Politische Wissenschaften“ begannen am 13. April 1967 und endeten am 1. Oktober 1967; die Schlussprüfung fand am 4. November 1967 in der Heimvolkshochschule Falkenstein statt. 64 Teilnehmer der Gruppe A erhielten ein Gutachten, 62 davon waren Sondergutachten (wissenschaftliche Gutachten für die Begabtenprüfung). Rund 15 Teilnehmer der Gruppe B erwarben einen Proseminarschein und 85 Teilnehmer der Gruppe C (C1 und C2) ein Zeugnis. Ergebnis: 170 Teilnehmer erhielten ein Zeugnis.

### Rechtswissenschaft – Wintersemester 1967/68
Die Schlussprüfung im rechtswissenschaftlichen Semester fand am 20. April 1968 in der Heimvolkshochschule Falkenstein statt. Dort erhielten 66 Teilnehmer der Gruppe A ein Gutachten, 49 davon waren Sondergutachten (wissenschaftliche Gutachten für die Begabtenprüfung). 11 Teilnehmer der Gruppe B erhielten ein Zeugnis, das einem Proseminarschein entsprach, 60 Teilnehmer der Gruppe C (26 der Gruppe C1, 34 der Gruppe C2) konnten ein Zeugnis entgegennehmen. Ergebnis: Für das 3. Semester wurden ca. 140 Zeugnisse ausgegeben.

### Neuere Geschichte – Sommersemester 1968
Das Sommersemester, das der Neueren Geschichte gewidmet war, begann am 18. April und endete am 20. Oktober 1968. Zum Sommersemester hatten sich 608 aktive Teilnehmer gemeldet, 356 Teilnehmer meldeten sich für ein wissenschaftliches Gutachten für die Begabtenprüfung, 92 Studenten meldeten sich für einen Proseminarschein, 160 Angehörige des Lehramts wollten ein Zertifikat erwerben: Studienräte für eine Zusatzfakultas; Volksschullehrer, um Mittel- bzw. Realschullehrer zu werden.

### Soziologie – Wintersemester 1968/69
Das fünfte Semester „Soziologie“ begann am 31. Oktober 1968, die 20 Vorlesungen endeten am 27. März 1969.

## Begleitveranstaltungen und weitere Hilfen

### Die Vorlesungen als Taschenbücher
Alle 20 Vorlesungen eines Semesters erschienen zu Ende des jeweiligen Semesters als Taschenbuch in der Fischer-Bücherei: Nr. 846 „Wissenschaft und Gesellschaft“ (die Vorlesungen des Vorsemesters: Gerd Kadelbach (Hrsg.)), Nr. 853 (Volkswirtschaftslehre: Karl Häuser), Nr. 871 (Politikwissenschaft:  Iring Fetscher),  Nr. 920 (Rechtswissenschaft: Rudolf Wiethölter),  Nr. 979  (Neuere Geschichte: Paul Kluke) und Nr. 1031 (Soziologie: Walter Rüegg). Die einzelnen Bände kosteten 4,80 DM.

### Die Begleitkurse von Erwachsenenbildungseinrichtungen
Zur Vertiefung des Studiums bestanden für die Teilnehmer am Funk-Kolleg und interessierte Nicht-Teilnehmer Begleitseminare an zahlreichen hessischen Volkshochschulen. Diese Begleitkurse orientierten sich an den Vorlesungen und wurden zum Teil von Assistenten des jeweils Vortragenden geleitet, waren für die Teilnehmer am Funk-Kolleg jedoch nicht verpflichtend.

## Hausarbeiten und Prüfungen

### Hausarbeiten
Die Zertifikatsbewerber (Gruppe A bis C2) erhielten im Semester zwei bis drei Hausaufgaben, die zum Teil an Multiple-Choice-Fragebögen (wie Führerscheinprüfung) angeglichen waren, zum Teil aber auch selbst formulierte Antworten auf offene Fragen verlangten. Diese Arbeiten wurden von den Professoren des Funk-Kollegs durchgesehen und begutachtet. Das Ergebnis dieser Hausarbeiten entschied über die Zulassung zur Schlussprüfung. Entsprachen sie den gestellten Anforderungen, dann wurden ihre Verfasser zur Schlussprüfung (einem anderthalbtägigen Kolloquium) mit den Professoren und ihren Assistenten auf eine der hessischen Heimvolkshochschulen (Falkenstein, Fürsteneck) oder in die Reinhardswaldschule bei Kassel eingeladen.

### Kolloquium an einer hessischen Heimvolkshochschule
Diese Prüfung, die aus einer Klausur und einer mündlichen Prüfung bestand, fand für die Teilnehmer der Gruppe A in der Heimvolkshochschule in Falkenstein statt. Die Teilnehmer der Gruppen C1 und C2 legten diese in Frankfurt am Main ab; die Gruppe C1 unter Vorsitz eines staatlichen Kommissars, die Teilnehmer der Gruppe B schrieben eine Klausur in der Frankfurter Universität. Neben der Qualität der schriftlich eingereichten Arbeit entschied die Teilnahme an diesem Kolloquium darüber, ob das angestrebte Zertifikat ausgestellt wurde.

### Prüfungen und Berechtigungen
| Teilnehmer-Gruppe                      | Volkswirtschaftslehre (Vwl) | Politikwissenschaft und Vwl (Wiederholung) | Rechtswissenschaft |
| Insgesamt ausgegebene Zeugnisse        | 240                         | 170                                        | 140                |
| davon an besonders Qualifizierte:      |                             |                                            |                    |
| Gr. A: Abituranwärter, wiss. Gutachten | 53                          | 62                                         | 49                 |
| Gr. B: Studenten, Proseminarscheine    | 30                          | 15                                         | 11                 |
| Gr. C: Lehrpersonal, Zeugnisse         | 51                          | 85                                         | 60                 |

## Kosten für die Teilnehmer
Kosten entstanden den Teilnehmern nicht, weder für schriftliches Material noch für die Teilnahme am Schlusskolloquium. Auch Prüfungsgebühren wurden nicht erhoben.

## Warnung vor der Überbürdung
Unter Überbürdung verstand man im 19. Jahrhundert in der Pädagogik die Überforderung von Schülern, insbesondere derer von weiterführenden Schulen mit der Gefahr gesundheitlicher Beeinträchtigungen; der Begriff ist Anfang des 20. Jahrhunderts aus der Literatur verschwunden. Die Veranstalter des Funk-Kollegs sahen sich aber veranlasst, darauf aufmerksam zu machen, dass das Niveau der Vorlesungen und Übungen hoch sein werde. Die Universität sei nicht bereit, irgendwelche Zugeständnisse an die Fasslichkeit ihrer Darbietungen zu machen; von den Kollegiaten werde außerdem verlangt, die ihnen genannte einschlägige Literatur zu studieren. Die Teilnahme am Funk-Kolleg sei also keine Angelegenheit, die man so nebenher und ohne starkes inneres Engagement bewältigen könne, so hieß es in der den Teilnehmern übersandten Anmeldebestätigung. Die Teilnahme werde einen großen Aufwand an freier Zeit und viel Hingabe erfordern. Wer glaubte, weder die nötige Zeit noch die Hingabe aufbringen zu können, dem wurde empfohlen, sich nicht zu beteiligen. Die gut gemeinten Warnungen galten nur für diejenigen, die eine Leistungsbescheinigung anstrebten.

## Nachfolgende Funkkollegs

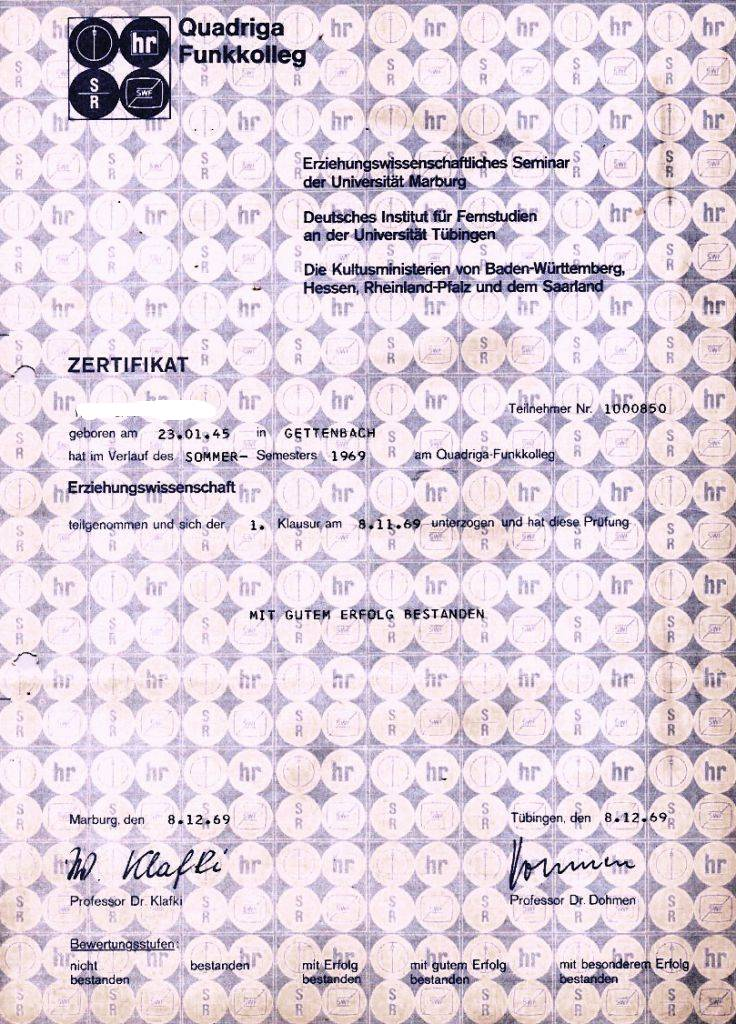
Zertifikat über die erste Klausur des Quadriga Funkkollegs Erziehungswissenschaft (1969)

Im Anschluss an das Modell I des Funkkollegs schloss sich im Sommersemester 1969 das Modell II des Funkkollegs an: Zwei Semester Pädagogik, die von dem Erziehungswissenschaftler Wolfgang Klafki aus Marburg (Philipps-Universität) gehalten wurden. Die Erfassung und Verwaltung der Teilnehmer sowie deren Arbeiten (Hausarbeiten und Klausuren) wurden erstmals mittels elektronischer Datenverarbeitung (DIFF – Deutsches Institut für Fernstudien) vorgenommen.
Gleichzeitig wurden die Regelungen über die wissenschaftlichen Gutachten für die Zulassung zur Prüfung für die Zulassung zum Hochschulstudium ohne Reifezeugnis (Begabtenprüfung) eingeschränkt. Nach einem Beschluss der Kultusministerkonferenz von 1969/70 konnte ein im Quadriga-Funkkolleg erworbenes Zertifikat als eines von zwei „wissenschaftlichen Gutachten“ anerkannt werden; zuvor war es erlaubt, zwei Gutachten durch die Teilnahme an  Funk-Kollegs zu erwerben, um die Voraussetzung der Prüfungsordnung zu erfüllen.